# 熊本県野外劇場
熊本県野外劇場（くまもとけんやがいげきじょう、愛称：アスペクタ）は、熊本県阿蘇郡南阿蘇村にある熊本県立の野外劇場。指定管理者制度により、アスペクタ管理運営共同企業体（有限会社アワーハウス、チャーリー音楽事務所、株式会社三勢、株式会社キューネット）が管理・運営を行っている。
愛称の「アスペクタ（ASPECTA）」は「アソ（阿蘇）」と「スペクタクル（壮大な光景・景観）」をかけあわせた造語。

## 概要
1987年（昭和62年）7月にオープン。当時は年金保養施設「グリーンピア南阿蘇」の敷地内で、熊本県が年金福祉事業団より土地を無償で借りて運営された。
2003年、グリーンピア南阿蘇の廃止に伴い、当時熊本県は撤去を検討していた。しかし、チャーリー永谷らで結成された「文化人によるアスペクタ存続を願うネットワークの会」が4万人の署名を集め県に提出するなどの活動の結果、久木野村（現：南阿蘇村）がグリーンピアの土地と建物を購入、アスペクタは引き続き県に無償貸与という形で存続となり、2007年度からは指定管理者制度を導入した。

## 施設
野外ステージ
横幅132.6メートル、奥行き13.6メートル、高さ34メートルという世界最大級の野外ステージ。ステージの前にひろがる草が生い茂った緩やかなスロープが観客スペースになる。収容人数は約2万人（最大5万人）。
ステージの下の1階部分に管理室・設備室・トイレ・楽屋・レンタルスタジオなどがある。
レンタルスタジオ
3室あり、音楽練習、研修、一般会議など多目的に利用できる。
- 第1スタジオ - 153平方メートル、収容人数約100名
- 第2スタジオ - 94平方メートル、収容人数約90名
- 第3スタジオ - 70平方メートル、収容人数約50名

キャンプサイト
キャンプ場。イベント時のみ利用可能。
2010年現在では、野外コンサートの他に「プライベートコンサート」（お気に入りのCDを大音響でかけるサービス）や「BBQ」、「キャンプ」、「野外結婚式」などのサービスもある。

## 花見スポット
アスペクタ周辺には河津桜を中心に約6,700本の桜の木が植えられており、例年2月下旬に開花を迎え、県内外から花見客を迎える人気花見スポットとなっている。南阿蘇村出身の実業家、長野貞春が「桜日本一の里づくり」運動を始めて、地元に寄贈した15,000本の桜の木（2,000万円相当）が村内各地に植えられており、「貞春桜」と呼ばれている。例年3月末には「アスペクタ貞春桜まつり」が催される。

## 利用ガイド
- 開館時間 - 9時から17時まで
- 休館日 - 毎週水曜日、年末年始
- 料金 - 入場無料、施設利用有料（イベント開催により異なる）
- 駐車場 - 1,440台

## 主な行事
- NTTサウンドスペシャル - 杮落とし公演（1987年7月25日）
- BEAT CHILD - 72,000人を動員したロックフェス（1987年8月22日 - 23日）
- カントリーゴールド - 国内最大のカントリー音楽イベント（1989年 - 2019年、毎年10月第3日曜日[4]）
- KABラストサマーファンタジー
- 南こうせつアスペクタ音楽祭
- 阿蘇バイクヘブン（1993年 - ）
- MUSIC for ASO 2016 supported by ap bank
- 阿蘇ロックフェスティバル - 泉谷しげるを発起人としたロックフェス（2015年 - 、2020年は新型コロナウイルス感染症の流行により中止）

## 交通アクセス
- 南阿蘇鉄道高森線中松駅よりタクシーで10分
- 九州自動車道熊本インターチェンジより33㎞

## 周辺施設
- ホテルグリーンピア南阿蘇